# 기시다 가즈히토
기시다 가즈히토(일본어: 岸田 和人, 1990년 4월 3일 ~ )는 일본의 축구 선수이다.

## 구단 경력
그는 2015년부터 2022년까지 J리그의 레노파 야마구치 FC에서 활동하였다.